# Теодіцій Сполетський
Теодіцій, у 763—773 герцог Сполетський. Деякі історики вважають, що він помер під час облоги Павії у 774 році, проте його ім'я згадується у документі від 9 червня 776 року, яким король франків Карл Великий підтвердив маєтки Фарфського монастиря.